# Amino acid

Cấu trúc chung của một phân tử amino acid, với nhóm amin ở bên trái và nhóm acid carboxylic ở bên phải. Nhóm R tùy vào từng amino acid cụ thể.

Amino acid, còn được viết là acid amin (bắt nguồn từ danh xưng Pháp ngữ acide aminé), là những hợp chất hữu cơ sinh học quan trọng chứa nhóm chức amin (-NH2) và acid carboxylic (-COOH), cùng với một mạch bên (side-chain; nhóm R) nhất định ở mỗi amino acid. Các nguyên tố chính của amino acid là carbon, hydro, oxy, và nitơ, và một số nguyên tố khác có mặt trong mạch bên của từng amino acid. Tồn tại khoảng 500 amino acid đã được biết đến và phân loại theo nhiều cách khác nhau. Chúng có thể được phân loại tuân theo vị trí của nhóm chức trong cấu trúc chính như alpha- (α-), beta- (β-), gamma- (γ-) hoặc delta- (δ-) amino acid; các phân loại khác liên quan đến mức độ phân cực, độ pH, và kiểu mạch bên (hợp chất không vòng, hợp chất acyclic, tính thơm, chứa hydroxyl hoặc lưu huỳnh, vv.). Trong phân tử protein, amino acid chiếm số lượng nhiều thứ hai (nước là nhiều nhất) ở cơ, tế bào và mô. Bên ngoài protein, amino amino acido có vai trò quan trọng trong các quá trình như vận chuyển chất dẫn truyền thần kinh và sinh tổng hợp.
Trong ngành hóa sinh, amino acid đều có nhóm amin và nhóm acid carboxylic liên kết với nguyên tử carbon alpha đầu tiên có tính quan trọng đặc biệt. Chúng được biết đến như là 2-, alpha-, hoặc α-amino acid (công thức tổng quát H2NCHRCOOH trong hầu hết các trường hợp, với R là một nhóm hữu cơ gọi là "mạch bên"); thường thuật ngữ "amino acid" là nhắc tới cụ thể hợp chất hóa học này. Chúng bao gồm 22 amino acid cấu thành nên protein, mà khi kết hợp lại thành những chuỗi peptide ("polypeptide") để tạo thành những viên gạch của vô số protein. Tất cả chúng là những L-đồng phân lập thể (các đồng phân "thuận tay trái" (left-handed)), mặc dù một số nhỏ D-amino acid ("thuận tay phải") xuất hiện ở vỏ tế bào vi khuẩn, như chất điều biến neuron (neuromodulator; D-serine), và ở một số kháng sinh. 20 loại amino acid sinh protein được mã hóa trực tiếp bởi bộ ba mã hóa codon trong mã di truyền và được coi là những amino acid "chuẩn". Ba amino khác ("không chuẩn" hoặc "không chính tắc") là selenocysteine (có mặt ở nhiều sinh vật nhân sơ cũng như ở hầu hết sinh vật nhân thực, nhưng không do DNA mã hóa trực tiếp), pyrrolysine (chỉ thấy xuất hiện ở một số vi khuẩn cổ và một vi khuẩn) và N-formylmethionine (mà là amino acid khởi đầu của protein trong vi khuẩn, ty thể, và lục lạp). Pyrrolysine và selenocysteine được mã hóa thông qua một số codon khác nhau; ví dụ, selenocysteine được mã hóa bởi codon kết thúc (stop codon) và phần tử SECIS (SECIS element). Tổ hợp Codon–tRNA không tìm thấy trong tự nhiên cũng được sử dụng để "mở rộng" mã di truyền và tạo ra các protein chuyên biệt như alloprotein chứa các amino acid không chuẩn.
Nhiều amino acid chuẩn và các amino acid không chuẩn cũng có vai trò quan trọng khác bên trong cơ thể ngoài việc cấu tạo nên protein. Ví dụ, trong não người, glutamat (acid glutamic chuẩn) và acid gamma-amino-butyric ("GABA", acid gamma-amino không chuẩn) lần lượt là chất dẫn truyền thần kinh kích thích và ức chế (excitatory and inhibitory neurotransmitters); hydroxyproline (một thành phần chính trong collagen của mô liên kết) được tổng hợp từ proline; amino acid chuẩn glycine dùng để tổng hợp porphyrin ở hồng cầu; và amino acid không chuẩn carnitine tham gia vào quá trình vận chuyển lipid.
Có 9 amino acid sinh protein "thiết yếu" ở cơ thể người do chúng không được tổng hợp từ những hợp chất khác trong cơ thể do vậy cơ thể cần các amino acid này thông qua thức ăn đưa vào. Ngoài ra một số amino acid thiết yếu có điều kiện, nghĩa là bình thường chúng không nhất thiết phải có trong thức ăn, nhưng lại cần có trong khẩu phần của những người không tổng hợp được chúng với một lượng đủ. Amino acid thiết yếu cũng khác nhau tùy từng loài cụ thể.
Bởi vì ý nghĩa sinh học của chúng, các amino acid là những chất dinh dưỡng quan trọng và thường sử dụng trong bổ sung dinh dưỡng, phân bón, và công nghệ thực phẩm. Công nghiệp sử dụng bao gồm các sản phẩm thuốc, nhựa phân hủy bằng sinh học (biodegradable plastic), và các chất xúc tác bất đối xứng (chiral catalysts).

## Lịch sử
Một vài amino acid đầu tiên đã được khám phá vào đầu thế kỷ 19. Năm 1806, hai nhà hóa học người Pháp Louis-Nicolas Vauquelin và Pierre Jean Robiquet đã cô lập hợp chất trong măng tây (asparagus) mà sau đó người ta đặt tên nó là asparagine, trở thành amino acid được khám phá đầu tiên. Cystine được phát hiện vào năm 1810, cho dù monome của nó, cysteine, chưa bị phát hiện cho đến tận năm 1884. Glycine và leucine được phát hiện vào năm 1820. Amino acid cuối cùng trong 20 amino acid phổ biến là threonine được William Cumming Rose phát hiện vào năm 1935, ông cũng xác định các amino acid thiết yếu và thiết lập mức nhu cầu đòi hỏi tối thiểu về amino acid hàng ngày cho sự phát triển tối ưu.
Thuật ngữ amino acid sử dụng trong tiếng Anh xuất hiện từ năm 1898. Các nhà hóa học tìm thấy protein cho thu được các amino acid từ các enzim tiêu hóa hoặc thủy phân acid. Năm 1902, Emil Fischer và Franz Hofmeister đề xuất protein hình thành từ liên kết giữa nhóm amin của một amino acid với nhóm carboxyl của amino acid bên cạnh, tạo thành mạch thẳng mà Fischer đặt tên là "peptide".

## Cấu trúc tổng quát

21 amino acid-α proteinogenic thuộc sinh vật nhân thực được phân loại theo pK_{a} của mạch bên và điện tích trong môi trường pH 7,4

Cấu trúc trong hình ở đầu trang, R tương ứng với một mạch bên đặc thù cho mỗi amino acid. Nguyên tử carbon nằm kế bên nhóm carboxyl được gọi là carbon-α. Amino acid gồm có nhóm amin liên kết trực tiếp tới carbon alpha được gọi là amino acid alpha. Chúng gồm có những amino acid như proline bao gồm amin bậc 2, nó còn được gọi là "imin acid".

### Đồng phân
Amino acid alpha là loại amino acid phổ biến nhất trong tự nhiên; trong đó, đồng phân-L là loại thông thường nhất. Carbon alpha là nguyên tử carbon có tính chất bất đối xứng (chirality) ngoại trừ glycine vì nó có hai nguyên tử hydro giống nhau xung quanh carbon alpha. Bởi vậy, tất cả amino acid alpha ngoài trừ glycine chỉ có thể tồn tại ở hai thể đồng phân đối quang (enantiomer) L hoặc D, hai thể này là hình phản chiếu từ gương của nhau. Tất cả các amino acid trong protein đều là thể L được tạo ra từ ribosome còn thể D thường được tìm thấy trong các protein được cấu thành bởi enzym hậu dịch mã và sau khi chúng được chuyển tới mạng lưới nội chất, ví dụ thể D được tìm thấy trong sinh vật lạ ốc nón sống ở biển. Thành tế bào của vi khuẩn cũng chứa nhiều thể D, và serine D có thể đóng vai trò là chất dẫn truyền thần kinh trong não. amino acid D được dùng trong kỹ thuật triệt quang (racemic crystallography) để tạo ra các tinh thể đối xứng; kỹ thuật này có thể giúp xác định cấu trúc protein chính xác và dễ dàng hơn đối với một số protein. amino acid được xếp vào thể L hay D không dựa vào hoạt động quang phổ của amino acid đó mà dựa vào hoạt động quang phổ thuộc đồng phân của glyceraldehyde; chất glyceraldehyde là chất cần thiết để cấu tạo thành amino acid. Glyceraldehyde D là hữu tuyền (dextrorotatory); glyceraldehyde L là tả tuyền (levorotatory). Ký tự S và R thì được dùng để mô tả cấu trúc tuyệt đối của amino acid. Hầu như tất cả các amino acid có carbon α là S với cysteine là R và glycine có tính chất đối xứng. Cysteine có mạch bên nằm ở vị trí 3D giống như các amino acid khác nhưng có ký tự R bởi vì mạch bên của nó có sulfur, nó là nguyên tử có số nguyên tử cao hơn so với nhóm chức carboxyl. Các amino acid khác là S bởi vì mạch bên của chúng có số nguyên tử thấp hơn nhóm chức carboxyl.

### Mạch bên
Amino acid α là các amino acid có nguyên tử nitơ liên kết với nguyên tử carbon kế bên nhóm chức carboxyl cấu thành nên cấu trúc con N–C–CO2. Amino acid có cấu trúc con N–C–C–CO2 thì được gọi là amino acid β. Amino acid γ có cấu trúc con là N–C–C–C–CO2 và vân vân.
Amino acid thường được xếp thành bốn nhóm khác nhau dựa trên tính chất hóa học của mạch bên. Mạch bên có thể khiến amino acid thành acid yếu, base yếu, chất ưa nước nếu như mạch bên là phân cực, hoặc chất kị nước nếu như mạch bên không phải là phân cực. "Amino acid chuỗi nhánh" là các amino acid có mạch bên không vòng và hình thẳng gồm có leucine, isoleucine, và valine. Proline là amino acid proteinogenic duy nhất có mạch bên liên kết với nhóm amin α, và nó cũng là amino acid proteinogenic duy nhất có amin bậc 2 tại vị trí carbon α. Theo phân loại hóa học, proline đáng ra phải là acid imin bởi vì nó không có nhóm amin bậc 1. Tuy nhiên, hiện tại nó vẫn được gọi là amino acid trong danh pháp hóa sinh và còn được gọi là "amino acid alpha alkyl hóa N".